# Seznam medailistů na mistrovství světa v krasobruslení – taneční páry
Toto je seznam medailistů na mistrovství světa v krasobruslení tanečních párů, řazený chronologicky. Mistrovství světa v krasobruslení jsou pořádána už od roku 1896, avšak až od roku 1952 byla zavedena soutěž tanečních párů. Konají se každoročně, s výjimkou roku 1961, kdy bylo mistrovství zrušeno v reakci na leteckou nehodu (let Sabena 548 s americkým krasobruslařským týmem).

## Medailisté
| Rok     | Místo                             | Zlato                                    | Stříbro                                  | Bronz                                  |                                        |
| ------- | --------------------------------- | ---------------------------------------- | ---------------------------------------- | -------------------------------------- | -------------------------------------- |
| MS 1952 | Paříž                             | Jean Westwood Lawrence Demmy             | Joan Dewhirst John Slater                | Carol Ann Peters Daniel Ryan           |                                        |
| MS 1953 | Davos                             | Jean Westwood Lawrence Demmy             | Joan Dewhirst John Slater                | Carol Ann Peters Daniel Ryan           |                                        |
| MS 1954 | Oslo                              | Jean Westwood Lawrence Demmy             | Nesta Davies Paul Thomas                 | Carmel Bodel Edward Bodel              |                                        |
| MS 1955 | Vídeň                             | Jean Westwood Lawrence Demmy             | Pamela Weight Paul Thomas                | Barbara Radford Raymond Lockwood       |                                        |
| MS 1956 | GaPa                              | Pamela Weight Paul Thomas                | June Markham Courtney Jones              | Barbara Thompson Gerard Rigby          |                                        |
| MS 1957 | Colorado Springs                  | June Markham Courtney Jones              | Geraldine Fenton William McLachlan       | Sharon McKenzie Bert Wright            |                                        |
| MS 1958 | Paříž                             | June Markham Courtney Jones              | Geraldine Fenton William McLachlan       | Andree Anderson Donald Jacoby          |                                        |
| MS 1959 | Colorado Springs                  | Doreen Denny Courtney Jones              | Andree Anderson Donald Jacoby            | Geraldine Fenton William McLachlan     |                                        |
| MS 1960 | Vancouver                         | Doreen Denny Courtney Jones              | Virginia Thompson William McLachlan      | Christiane Guhel Jean Paul Guhel       |                                        |
| 1961    | Zrušeno po nehodě letu Sabena 548 | Zrušeno po nehodě letu Sabena 548        | Zrušeno po nehodě letu Sabena 548        | Zrušeno po nehodě letu Sabena 548      |                                        |
| MS 1962 | Praha                             | Eva Romanová Pavel Roman                 | Christiane Guhel Jean Paul Guhel         | Virginia Thompson William McLachlan    |                                        |
| MS 1963 | Cortina d'Ampezzo                 | Eva Romanová Pavel Roman                 | Linda Shearman Michael Phillips          | Paulette Doan Kenneth Ormsby           |                                        |
| MS 1964 | Dortmund                          | Eva Romanová Pavel Roman                 | Paulette Doan Kenneth Ormsby             | Janet Sawbridge David Hickinbottom     |                                        |
| MS 1965 | Colorado Springs                  | Eva Romanová Pavel Roman                 | Janet Sawbridge David Hickinbottom       | Lorna Dyer John Carrell                |                                        |
| MS 1966 | Davos                             | Diane Towler Bernard Ford                | Kristin Fortune Dennis Sveum             | Lorna Dyer John Carrell                |                                        |
| MS 1967 | Vídeň                             | Diane Towler Bernard Ford                | Lorna Dyer John Carrell                  | Yvonne Suddick Malcolm Cannon          |                                        |
| MS 1968 | Ženeva                            | Diane Towler Bernard Ford                | Yvonne Suddick Malcolm Cannon            | Janet Sawbridge Jon Lane               |                                        |
| MS 1969 | Colorado Springs                  | Diane Towler Bernard Ford                | Liudmila Pakhomova Alexander Gorshkov    | Judy Schwomeyer James Sladky           |                                        |
| MS 1970 | Lublaň                            | Liudmila Pakhomova Alexander Gorshkov    | Judy Schwomeyer James Sladky             | Angelika Buck Erich Buck               |                                        |
| MS 1971 | Lyon                              | Liudmila Pakhomova Alexander Gorshkov    | Angelika Buck Erich Buck                 | Judy Schwomeyer James Sladky           |                                        |
| MS 1972 | Calgary                           | Liudmila Pakhomova Alexander Gorshkov    | Angelika Buck Erich Buck                 | Judy Schwomeyer James Sladky           |                                        |
| MS 1973 | Bratislava                        | Liudmila Pakhomova Alexander Gorshkov    | Angelika Buck Erich Buck                 | Hilary Green Glyn Watts                |                                        |
| MS 1974 | Mnichov                           | Liudmila Pakhomova Alexander Gorshkov    | Hilary Green Glyn Watts                  | Natalia Linichuk Gennadi Karponosov    |                                        |
| MS 1975 | Colorado Springs                  | Irina Moiseeva Andrei Minenkov           | Colleen O'Connor James Millns            | Hilary Green Glyn Watts                |                                        |
| MS 1976 | Göteborg                          | Liudmila Pakhomova Alexander Gorshkov    | Irina Moiseeva Andrei Minenkov           | Colleen O'Connor James Millns          |                                        |
| MS 1977 | Tokio                             | Irina Moiseeva Andrei Minenkov           | Janet Thompson Warren Maxwell            | Natalia Linichuk Gennadi Karponosov    |                                        |
| MS 1978 | Ottawa                            | Natalia Linichuk Gennadi Karponosov      | Irina Moiseeva Andrei Minenkov           | Krisztina Regőczy András Sallay        |                                        |
| MS 1979 | Vídeň                             | Natalia Linichuk Gennadi Karponosov      | Krisztina Regőczy András Sallay          | Irina Moiseeva Andrei Minenkov         |                                        |
| MS 1980 | Dortmund                          | Krisztina Regőczy András Sallay          | Natalia Linichuk Gennadi Karponosov      | Irina Moiseeva Andrei Minenkov         |                                        |
| MS 1981 | Hartford                          | Jayne Torvillová Christopher Dean        | Irina Moiseeva Andrei Minenkov           | Natalia Bestemianova Andrei Bukin      |                                        |
| MS 1982 | Kodaň                             | Jayne Torvillová Christopher Dean        | Natalia Bestemianova Andrei Bukin        | Irina Moiseeva Andrei Minenkov         |                                        |
| MS 1983 | Helsinky                          | Jayne Torvillová Christopher Dean        | Natalia Bestemianova Andrei Bukin        | Judy Blumberg Michael Seibert          |                                        |
| MS 1984 | Ottawa                            | Jayne Torvillová Christopher Dean        | Natalia Bestemianova Andrei Bukin        | Judy Blumberg Michael Seibert          |                                        |
| MS 1985 | Tokio                             | Natalia Bestemianova Andrei Bukin        | Marina Klimova Sergei Ponomarenko        | Judy Blumberg Michael Seibert          |                                        |
| MS 1986 | Ženeva                            | Natalia Bestemianova Andrei Bukin        | Marina Klimova Sergei Ponomarenko        | Tracy Wilson Robert McCall             |                                        |
| MS 1987 | Cincinnati                        | Natalia Bestemianova Andrei Bukin        | Marina Klimova Sergei Ponomarenko        | Tracy Wilson Robert McCall             |                                        |
| MS 1988 | Budapešť                          | Natalia Bestemianova Andrei Bukin        | Marina Klimova Sergei Ponomarenko        | Tracy Wilson Robert McCall             |                                        |
| MS 1989 | Paříž                             | Marina Klimova Sergei Ponomarenko        | Maya Usova Alexander Zhulin              | Isabelle Duchesnay Paul Duchesnay      |                                        |
| MS 1990 | Halifax                           | Marina Klimova Sergei Ponomarenko        | Isabelle Duchesnay Paul Duchesnay        | Maya Usova Alexander Zhulin            |                                        |
| MS 1991 | Mnichov                           | Isabelle Duchesnay Paul Duchesnay        | Marina Klimova Sergei Ponomarenko        | Maya Usova Alexander Zhulin            |                                        |
| MS 1992 | Oakland                           | Marina Klimova Sergei Ponomarenko        | Maya Usova Alexander Zhulin              | Pasha Grishuk Evgeni Platov            |                                        |
| MS 1993 | Praha                             | Maya Usova Alexander Zhulin              | Pasha Grishuk Evgeni Platov              | Anjelika Krylova Vladimir Fedorov      |                                        |
| MS 1994 | Čiba                              | Pasha Grishuk Evgeni Platov              | Sophie Moniotte Pascal Lavanchy          | Susanna Rahkamo Petri Kokko            |                                        |
| MS 1995 | Birmingham                        | Pasha Grishuk Evgeni Platov              | Susanna Rahkamo Petri Kokko              | Sophie Moniotte Pascal Lavanchy        |                                        |
| MS 1996 | Edmonton                          | Pasha Grishuk Evgeni Platov              | Anjelika Krylova Oleg Ovsyannikov        | Shae-Lynn Bourne Victor Kraatz         |                                        |
| MS 1997 | Lausanne                          | Pasha Grishuk Evgeni Platov              | Anjelika Krylova Oleg Ovsyannikov        | Shae-Lynn Bourne Victor Kraatz         |                                        |
| MS 1998 | Minneapolis                       | Anjelika Krylova Oleg Ovsyannikov        | Marina Anissinová Gwendal Peizerat       | Shae-Lynn Bourne Victor Kraatz         |                                        |
| MS 1999 | Helsinky                          | Anjelika Krylova Oleg Ovsyannikov        | Marina Anissinová Gwendal Peizerat       | Shae-Lynn Bourne Victor Kraatz         |                                        |
| MS 2000 | Nice                              | Marina Anissinová Gwendal Peizerat       | Barbara Fusar-Poli Maurizio Margaglio    | Margarita Drobiazko Povilas Vanagas    |                                        |
| MS 2001 | Vancouver                         | Barbara Fusar-Poli Maurizio Margaglio    | Marina Anissinová Gwendal Peizerat       | Irina Lobacheva Ilia Averbukh          |                                        |
| MS 2002 | Nagano                            | Irina Lobacheva Ilia Averbukh            | Shae-Lynn Bourne Victor Kraatz           | Galit Chait Sergei Sakhnovski          |                                        |
| MS 2003 | Washington                        | Shae-Lynn Bourne Victor Kraatz           | Irina Lobacheva Ilia Averbukh            | Albena Denkova Maxim Staviski          |                                        |
| MS 2004 | Dortmund                          | Tatiana Navka Roman Kostomarov           | Albena Denkova Maxim Staviski            | Kati Winkler René Lohse                |                                        |
| MS 2005 | Moskva                            | Tatiana Navka Roman Kostomarov           | Tanith Belbin Benjamin Agosto            | Elena Grushina Ruslan Goncharov        |                                        |
| MS 2006 | Calgary                           | Albena Denkova Maxim Staviski            | Marie-France Dubreuil Patrice Lauzon     | Tanith Belbin Benjamin Agosto          |                                        |
| MS 2007 | Tokio                             | Albena Denkova Maxim Staviski            | Marie-France Dubreuil Patrice Lauzon     | Tanith Belbin Benjamin Agosto          |                                        |
| MS 2008 | Göteborg                          | Isabelle Delobel Olivier Schoenfelder    | Tessa Virtueová Scott Moir               | Jana Khokhlova Sergei Novitski         |                                        |
| MS 2009 | Los Angeles                       | Oksana Domnina Maxim Shabalin            | Tanith Belbin Benjamin Agosto            | Tessa Virtueová Scott Moir             |                                        |
| MS 2010 | Turín                             | Tessa Virtueová Scott Moir               | Meryl Davis Charlie White                | Federica Faiella Massimo Scali         |                                        |
| MS 2011 | Moskva                            | Meryl Davis Charlie White                | Tessa Virtueová Scott Moir               | Maia Shibutani Alex Shibutani          |                                        |
| MS 2012 | Nice                              | Tessa Virtueová Scott Moir               | Meryl Davis Charlie White                | Nathalie Péchalat Fabian Bourzat       |                                        |
| MS 2013 | London                            | Meryl Davis Charlie White                | Tessa Virtueová Scott Moir               | Ekaterina Bobrova Dmitri Soloviev      |                                        |
| MS 2014 | Saitama                           | Anna Cappellini Luca Lanotte             | Kaitlyn Weaver Andrew Poje               | Nathalie Péchalat Fabian Bourzat       |                                        |
| MS 2015 | Šanghaj                           | Gabriella Papadakisová Guillaume Cizeron | Madison Chock Evan Bates                 | Kaitlyn Weaver Andrew Poje             |                                        |
| MS 2016 | Boston                            | Gabriella Papadakisová Guillaume Cizeron | Maia Shibutani Alex Shibutani            | Madison Chock Evan Bates               |                                        |
| MS 2017 | Helsinky                          | Tessa Virtueová Scott Moir               | Gabriella Papadakisová Guillaume Cizeron | Maia Shibutani Alex Shibutani          |                                        |
| MS 2018 | Milán                             | Gabriella Papadakisová Guillaume Cizeron | Madison Hubbellová Zachary Donohue       | Kaitlyn Weaver Andrew Poje             |                                        |
| MS 2019 | Saitama                           | Gabriella Papadakisová Guillaume Cizeron | Victoria Sinicinová Nikita Kacalapov     | Madison Hubbellová Zachary Donohue     |                                        |
| MS 2020 | Montréal                          | Zrušeno v důsledku pandemie covidu-19.   | Zrušeno v důsledku pandemie covidu-19.   | Zrušeno v důsledku pandemie covidu-19. | Zrušeno v důsledku pandemie covidu-19. |
| MS 2021 | Stockholm                         | Victoria Sinicinová Nikita Kacalapov     | Madison Hubbellová Zachary Donohue       | Piper Gillesová Paul Poirier           |                                        |
| MS 2022 | Montpellier                       | Gabriella Papadakisová Guillaume Cizeron | Madison Hubbellová Zachary Donohue       | Madison Chocková Evan Bates            |                                        |
| MS 2023 | Saitama                           | Madison Chocková Evan Bates              | Charlène Guignardová Marco Fabbri        | Piper Gillesová Paul Poirier           |                                        |
| MS 2024 | Montréal                          | Madison Chocková Evan Bates              | Piper Gillesová Paul Poirier             | Charlène Guignardová Marco Fabbri      |                                        |
| MS 2025 | Boston                            | Madison Chocková Evan Bates              | Piper Gillesová Paul Poirier             | Lilah Strachová Lewis Gibson           |                                        |